# Peregrine Maitland
Peregrine Maitland (6. juli 1777–30. maj 1854) var en britisk soldat og koloniadministrator.
Han blev født i Long Parish House i Hurstbourne i Hampshire og var den ældste af de fem sønner til Thomas (død 1798) og Jane Maitland. Han sluttede sig til Grenadier Guards som 15 år gammel og udmærkede sig i slaget ved Waterloo. Maitland blev udnævnt til guvernørløjtnant af Øvre Canada i 1818 og støttede Family Compact som dominerede provinsen. Han forsøgte at begrænse og reformere proamerikanske tendenser i kolonien og modstod kravene til radikale i regeringen. Hans tid i Øvre Canada endte i 1828 da han blev udnævnt til guvernørløjtnant i Nova Scotia hvor han tjente fra 1828 til 1834.
Maitland rejste til Indien og blev øverstkommanderende for hæren i Madras i 1836 hvor han blev i to år. Han blev guvernør i Kapkolonien i 1844, men blev fjernet under xhosakrigen.

## Eksternt link
- Biografi hos Dictionary of Canadian Biography Online

1. ↑  Navnet er anført på engelsk og stammer fra Wikidata hvor navnet endnu ikke findes på dansk.
2. ↑  Navnet er anført på engelsk og stammer fra Wikidata hvor navnet endnu ikke findes på dansk.
3. ↑  Navnet er anført på engelsk og stammer fra Wikidata hvor navnet endnu ikke findes på dansk.
4. ↑  Navnet er anført på engelsk og stammer fra Wikidata hvor navnet endnu ikke findes på dansk.
5. ↑  Navnet er anført på engelsk og stammer fra Wikidata hvor navnet endnu ikke findes på dansk.
6. ↑  Navnet er anført på engelsk og stammer fra Wikidata hvor navnet endnu ikke findes på dansk.
7. ↑  Navnet er anført på engelsk og stammer fra Wikidata hvor navnet endnu ikke findes på dansk.
8. ↑  Navnet er anført på engelsk og stammer fra Wikidata hvor navnet endnu ikke findes på dansk.
9. ↑  Navnet er anført på engelsk og stammer fra Wikidata hvor navnet endnu ikke findes på dansk.